# Fatih Sonkaya
Fatih Sonkaya (ur. 1 lipca 1981 w Oltu) – turecki piłkarz występujący na pozycji obrońcy. Zawodnik bez klubu.

## Kariera klubowa
Sonkaya urodził się w Turcji, ale jako dziecko emigrował z rodziną do Holandii. Jako junior grał tam w zespołach SV Heerlerhei, Swift Roermond, RKSV Heerlen oraz Roda Kerkrade. W 1999 roku został wypożyczony z Rody do VVV Venlo z Eerste divisie. W 2000 roku wrócił do Rody grającej w Eredivisie. W tych rozgrywkach zadebiutował 29 października 2000 roku w przegranym 0:1 pojedynku z RKC Waalwijk. 8 lutego 2003 roku w wygranym 2:0 spotkaniu z SBV Vitesse strzelił pierwszego gola w Eredivisie.
W 2004 roku trafił do tureckiego Beşiktaşu JK. W Süper Lig pierwszy mecz zaliczył 3 października 2004 roku przeciwko Trabzonsporowi (0:1). W 2005 roku zajął z klubem 4. miejsce w lidze.
W 2005 roku Sonkaya odszedł do portugalskiego FC Porto. W Primeira Liga zadebiutował 21 sierpnia 2005 roku w wygranym 1:0 z Estrelą Amadora. W 2006 roku zdobył z zespołem mistrzostwo Portugalii, Puchar Portugalii oraz Superpuchar Portugalii. Sezon 2006/2007 spędził na wypożyczeniu w Académice Coimbra, a następny w Rodzie Kerkrade. Latem 2008 roku odszedł z Porto.
W styczniu 2009 roku Sonkaya podpisał kontrakt z azerskim zespołem Xəzər Lenkoran. W styczniu 2010 roku wrócił do Turcji, gdzie został graczem ekipy Kayseri Erciyesspor. W lipcu 2010 roku odszedł z tego klubu.

## Kariera reprezentacyjna
Sonkaya jest byłym członkiem kadry Turcji U-21. W pierwszej reprezentacji Turcji zadebiutował 30 kwietnia 2003 roku w przegranym 0:4 towarzyskim meczu z Czechami. W tym samym roku został powołany do kadry na Puchar Konfederacji. Zagrał na nim w pojedynkach z Stanami Zjednoczonymi (2:1) oraz Kolumbią (2:1). Na tamtym turnieju Turcja zajęła 3. miejsce. W latach 2003–2004 w drużynie narodowej Sonkaya rozegrał w sumie 6 spotkań.